# C1orf61
C1orf61 (англ. Chromosome 1 open reading frame 61) – білок, який кодується однойменним геном, розташованим у людей на 1-й хромосомі. Довжина поліпептидного ланцюга білка становить 156 амінокислот, а молекулярна маса — 17 231.
| 10         |  | 20         |  | 30         |  | 40         |  | 50         |
| ---------- |  | ---------- |  | ---------- |  | ---------- |  | ---------- |
| MFLTEDLITF |  | NLRNFLLFQL |  | WESSFSPGAG |  | GFCTTLPPSF |  | LRVDDRATSS |
| TTDSSRAPSS |  | PRPPGSTSHC |  | GISTRCTERC |  | LCVLPLRTSQ |  | VPDVMAPQHD |
| QEKFHDLAYS |  | CLGKSFSMSN |  | QDLYGYSTSS |  | LALGLAWLSW |  | ETKKKNVLHL |
| VGLDSL     |  |            |  |            |  |            |  |            |

A: Аланін

C: Цистеїн

D: Аспарагінова кислота

E: Глутамінова кислота

F: Фенілаланін

G: Гліцин

H: Гістидин

I: Ізолейцин

K: Лізин

L: Лейцин

M: Метіонін

N: Аспарагін

P: Пролін

Q: Глутамін

R: Аргінін

S: Серин

T: Треонін

V: Валін

W: Триптофан

Локалізований у ядрі.